# Chinbabax
De chinbabax (Pterorhinus woodi) is een zangvogel uit de familie Leiothrichidae. De soortnaam komt van de Chin Heuvels in westelijk Myanmar, die deel uitmaken van het Arakangebergte. De wetenschappelijke naam verwijst naar de Britse legerofficier Henry Wood (1872-1940) die het holotype had verzameld tijdens een expeditie naar het westen van toenmalig Brits-Birma.

## Verspreiding en leefgebied
Deze soort komt voor in zuidoostelijk Assam en westelijk Myanmar. 